# On the Radio: Greatest Hits Volumes I & II
On the Radio: Greatest Hits Volumes I & II – album z największymi przebojami amerykańskiej piosenkarki disco Donny Summer wydany w 1979 roku przez Casablanca Records.

## Krótki opis
Wydawnictwo było czwartym z rzędu dwupłytowym albumem piosenkarki. Składało się z większości jej przebojów począwszy od 1975 roku i zawierało dwa premierowe nagrania: duet „No More Tears (Enough Is Enough)” z Barbrą Streisand, promujący także jej płytę Wet, oraz tytułowe „On the Radio”. Wszystkie piosenki na trzech pierwszych stronach albumu zostały zgrane w jeden nieprzerwany miks. Kompilacja cieszyła się dużym sukcesem komercyjnym i została trzecim z rzędu numerem 1 Donny w Stanach Zjednoczonych, gdzie została certyfikowana jako podwójnie platynowa. Było to ostatnie wydawnictwo Summer dla Casablanca Records – niedługo potem piosenkarka zakończyła współpracę z wytwórnią.

## Lista utworów
Strona 1
| 1. | „On the Radio”                  | 4:00  |
|    |                                 |       |
| 2. | „Love to Love You Baby”         | 4:07  |
|    |                                 |       |
| 3. | „Try Me, I Know We Can Make It” | 3:24  |
|    |                                 |       |
| 4. | „I Feel Love”                   | 3:20  |
|    |                                 |       |
| 5. | „Our Love”                      | 3:43  |
|    |                                 |       |
|    |                                 | 18:34 |
|    |                                 |       |
Strona 2
| 1. | „I Remember Yesterday”             | 4:46  |
|    |                                    |       |
| 2. | „I Love You”                       | 3:12  |
|    |                                    |       |
| 3. | „Heaven Knows” (z Brooklyn Dreams) | 3:30  |
|    |                                    |       |
| 4. | „Last Dance”                       | 4:56  |
|    |                                    |       |
|    |                                    | 16:24 |
|    |                                    |       |
Strona 3
| 1. | „MacArthur Park”     | 3:54  |
|    |                      |       |
| 2. | „Hot Stuff”          | 2:54  |
|    |                      |       |
| 3. | „Bad Girls”          | 3:05  |
|    |                      |       |
| 4. | „Dim All the Lights” | 4:11  |
|    |                      |       |
| 5. | „Sunset People”      | 4:32  |
|    |                      |       |
|    |                      | 18:36 |
|    |                      |       |
Strona 4
| 1. | „No More Tears (Enough Is Enough)” (z Barbrą Streisand) | 11:43 |
|    |                                                         |       |
| 2. | „On the Radio” (Long Version)                           | 5:50  |
|    |                                                         |       |
|    |                                                         | 17:33 |
|    |                                                         |       |

## Notowania
| Kraj                              | Pozycja | Certyfikat          |
| --------------------------------- | ------- | ------------------- |
| Australia                         | 16      |                     |
| Francja                           | 2       |                     |
| Hiszpania                         | 11      |                     |
| Holandia (MegaCharts)             | 40      |                     |
| Kanada                            | 10      | platynowa płyta     |
| Niemcy (Media Control)            | 42      |                     |
| Norwegia (VG-lista)               | 39      |                     |
| Nowa Zelandia                     | 2       | platynowa płyta     |
| Stany Zjednoczone (Billboard 200) | 1       | 2 × platynowa płyta |
| Szwecja (Sverigetopplistan)       | 29      |                     |
| Wielka Brytania (UK Albums Chart) | 24      | złota płyta         |